# ریخته‌گری جواهرات
ریخته گری جواهرات (به انگلیسی: Jewelry casting) به فرآیندی گفته می‌شود که طی آن فلزات گرانبها طی مراحل مختلف (اصلی و ثانویه) تبدیل به جواهرات زینتی می‌شوند.
انسان از دیرباز با ذوب و ریخته گری فلزات گرانبها اقدام به ساخت جواهرات و اشیای زینتی می‌کرده‌است. امروزه اکثر جواهرات از فلزهای کمیاب و گرانقیمت مانند طلا، نقره و پلاتین ساخته می‌شود، هرچند بدلیجات نیز در دسته ی لوازم زینتی قرار می‌گیرند و از فلزهایی مانند برنج و استیل برای ساخت آن‌ها استفاده  می‌شود.
روش‌های مورد استفاده در این فرآیند شامل ریخته‌گری لاست واکس، ریخته‌گری ماسه‌ای و غیره می‌باشد.از ویژگی های این عملیات ها می توان به دقت بالا و همچنین دور ریز کم آن ها اشاره کرد که برای تولید جواهرات از ضروریات می باشد. روش ریخته گری لاست واکس یکی از قدیمی‌ترین روش‌های ریخته گری فلزات با دقت بالا می‌باشد و حتی نمونه‌هایی از آن در تمدن دره سند نیز پیدا شده‌است که مربوط به 6هزار سال پیش می‌باشد. همچنین نمونه‌های دیگری از آن را می‌توان در منطقه ی بین النهرین مروبط به سده ی سوم قبل از میلاد مسیح نیز یافت.

## روش لاست واکس

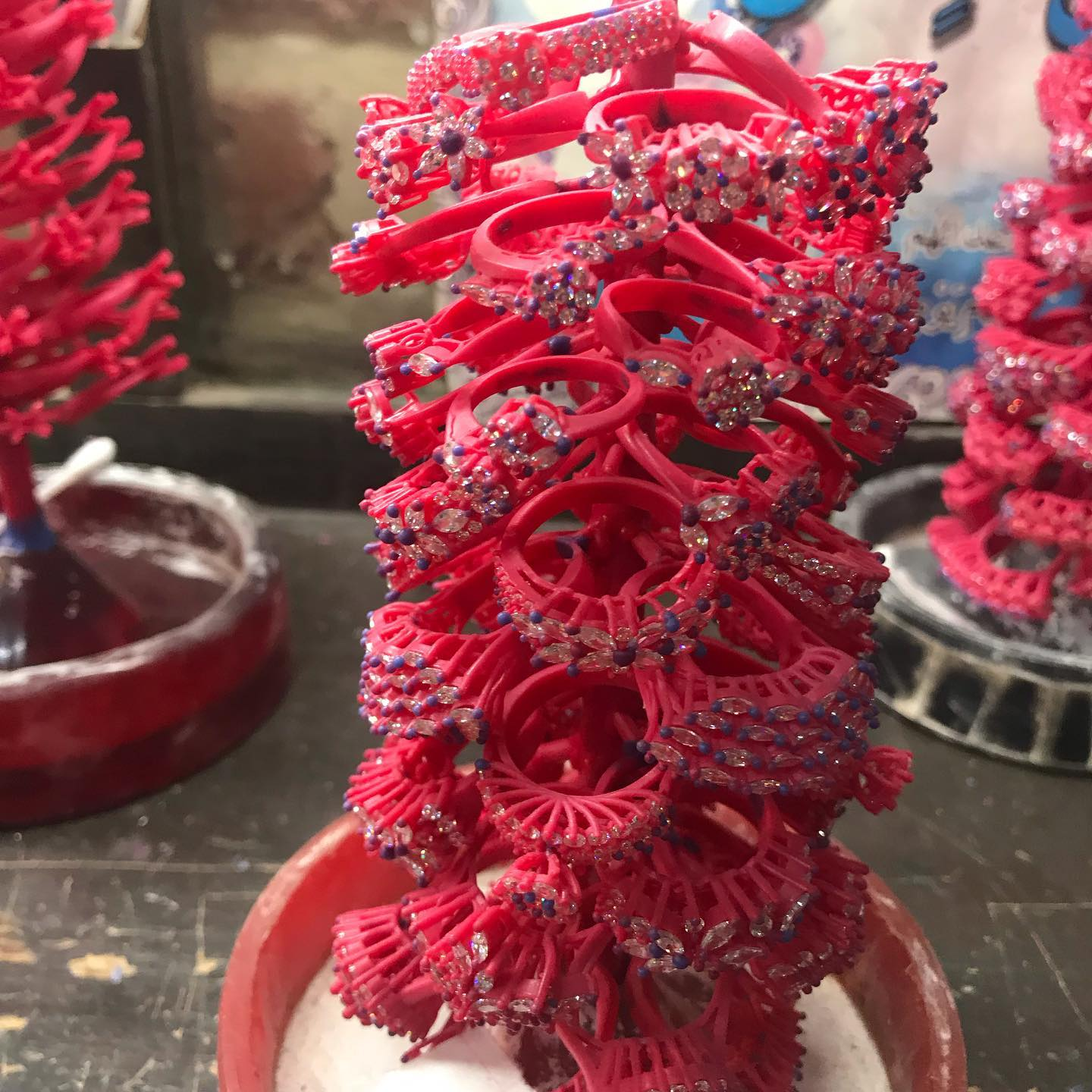
فرآیند ریخته گری لاست واکس برای تولید انگشتر

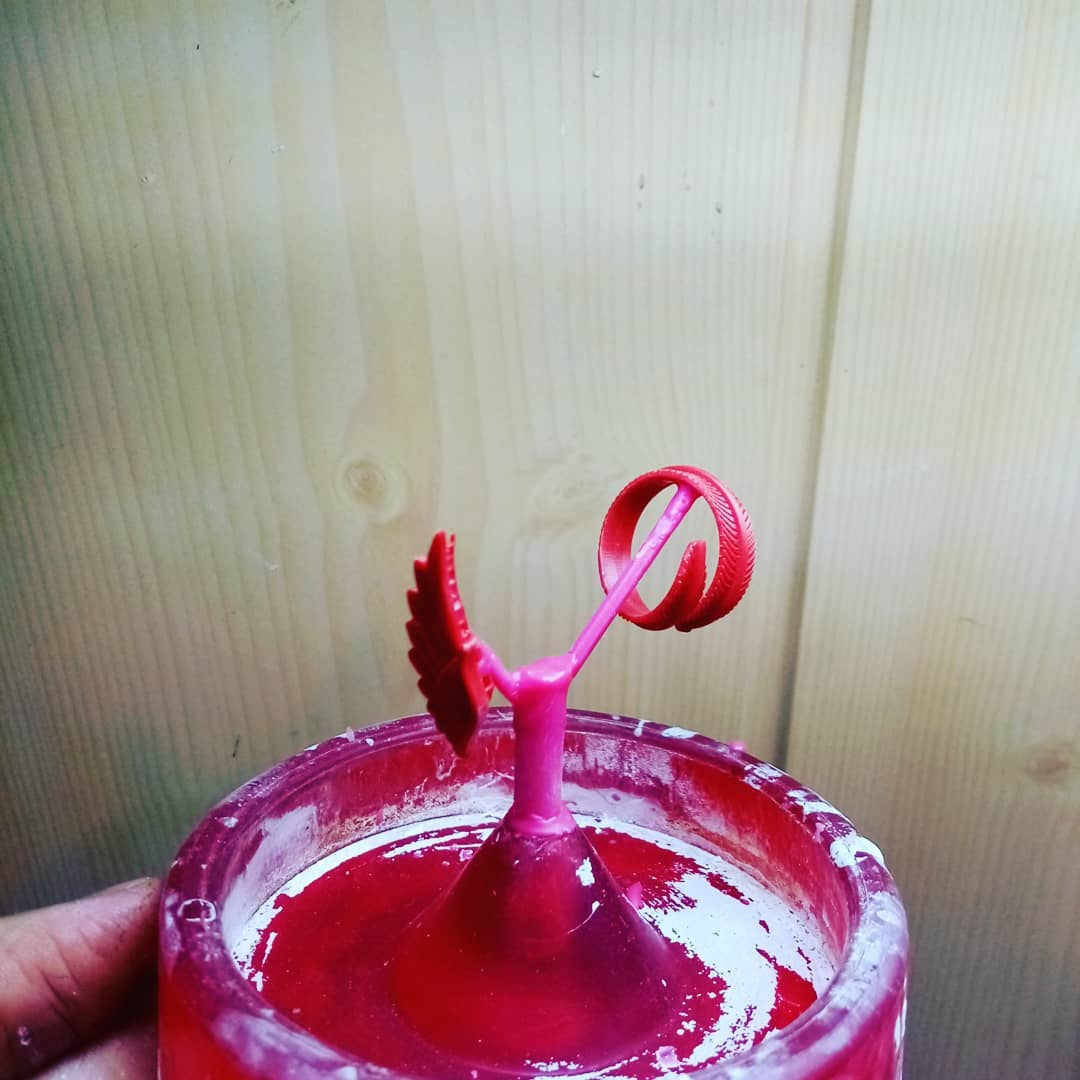
فرآیند ریخته گری لاست واکس برای تولید انگشتر

در این روش ابتدا یک مدل مومی از جواهر مورد نظر ساخته می شود(می توان از روش قالب‌گیری تزریقی برای ساخت این مدل مومی استفاده کرد)، سپس تعدادی از این مدل ها به یک بدنه ی مومی اصلی که به عنوان راهبار عمل می کند متصل می شوند.در مرحله ی بعد این مدل کلی را درون یک حمام حاوی ذرات سرامیک وارد می کنند و سپس یک لایه ماسه بر روی |آن قرار می دهند تا پوسته ایجاد شود.در آخر ان را درون کوره می گذارند تا موم آن استخراج شود و به جای آن مذاب فلزات گرانبها را می ریزند. پس از انجماد قالب را خرد می کنند و قطعه ی مورد نظر را از آن خارج می کنند.
برای ریخته گری طلا بهتر است از موم های معدنی مانند مونتان یا موم های مصنوعی مانند پلی اتیلن استفاده نمود زیرا این موم ها سیالیّت خوبی دارند و دمای ذوب ان ها نیز پایین می باشد و به خاطر این ویژگی ها می توانند برای ساخت جزئیات ریز مدل جواهرات استفاده شوند.
به طور معمول فرآیند های ثانویه نیز برای این جواهرات نیاز است. این فرآیند ها شامل پولیش و صیقلی کردن و یا آبکاری جواهر با روکش های مختلف می باشد.
مزیّت روش لاست واکس این می باشد که با هزینه ی پایین می توان تعداد بالایی از جواهرات با جزئیات بالا را تولید نمود.
برای ساخت قالب باید از دو جنس ماده برای قالب خارجی و قالب داخلی استفاده کرد. قالب خارجی می تواند از جنس گچ یا فایبرگلاس یا مواد دیگر باشد. قالب داخلی می تواند از جنس لاتکس، لاستیک پلی اورتان یا مواد مشابه باشد.

## روش ماسه ای

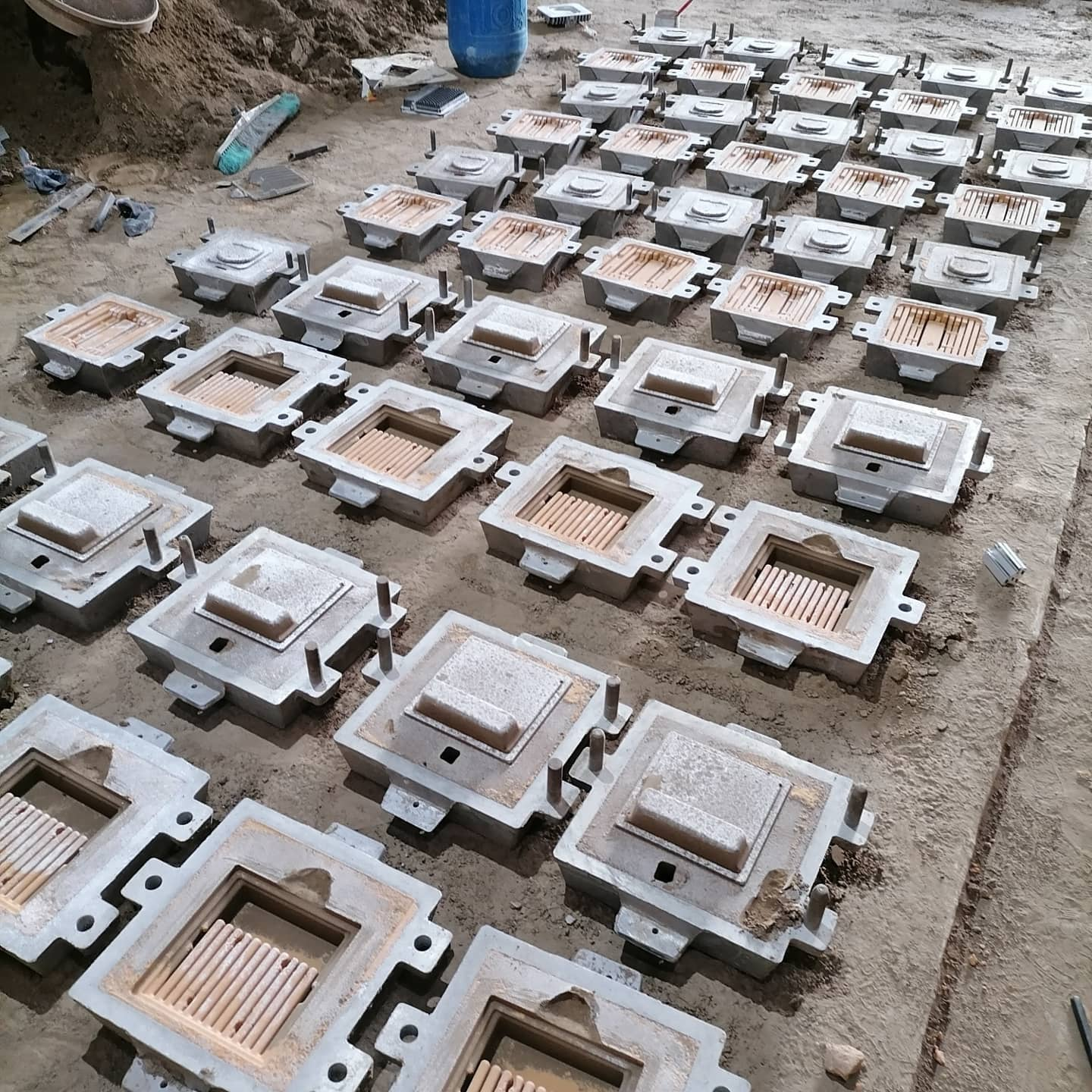
فرآیند ریخته گری ماسه ای و قالب های آن

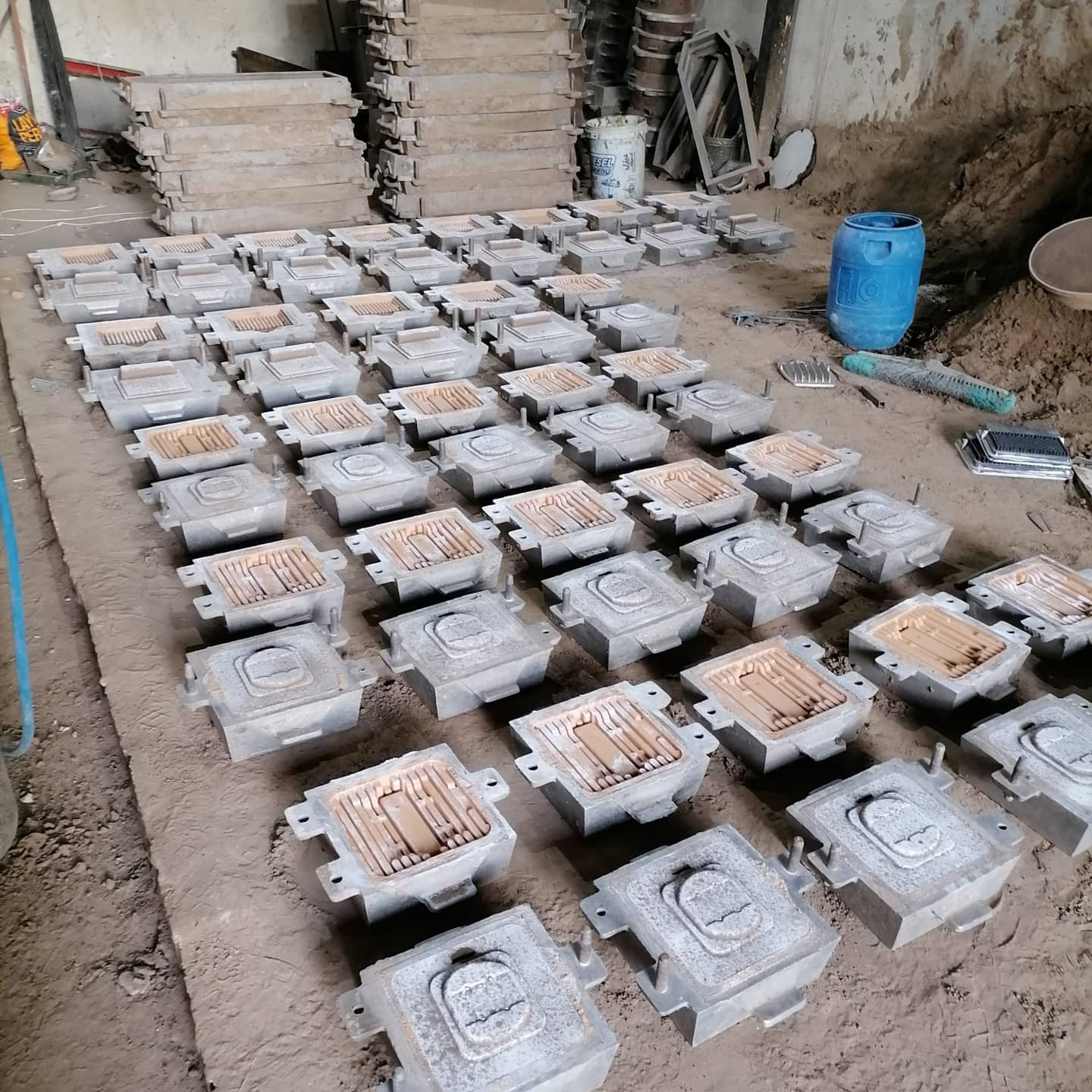
فرآیند ریخته گری ماسه ای و قالب های آن

در این روش از ترکیب ماسه با چسب های مخصوص که به وسیله ی حرارت سفت می شوند استفاده  می شود. عمده ی کاربرد این روش برای جواهرات بزرگ و سکه های قیمتی می باشد زیرا این روش از دقت کمتری نسبت به لاست واکس برخوردار است.
در روش ماسه ای ابتدا یک مدل از قطعه مورد نظر درست می شود سپس این مدل را در میان دو نیمه قالب حاوی ماسه قرار می دهیم، سپس سوراخ هایی را برای راهگاه بارریز تعبیه می کنیم تا مذاب از آن ها به قالب وارد شود. پس از آن، دو نیمه را باز کرده و مدل را خارج می کنیم و دوباره آن را می بندیم. حال با دو گیره از باز شدن قالب هنگام بار ریزی جلوگیری می کنیم و مذاب را در سوراخ باریز می ریزیم.
در آخر پس از اتمام انجماد قطعه را خارج می کنیم و با برس آن را تمیز می کنیم.

نکته ی مورد اهمیت این است که باید در تولید این قالب از ماسه ی گرد استفاده نمود. این کار به این دلیل است که این نوع ماسه دارای کیفیت سطحی بهتری می باشد و می تواند گزینه ی مناسبی برای تولید جواهرات که هندسه ی ریز و جزئیات زیاد دارند باشد. اکثر ماسه های تولید شده به روش مصنوعی از این نوع می باشند.برای تولید قالب جنس ماسه نیز می تواند ماسه کرومیت باشد که مقاومت دمایی بالایی دارد، البته این جنس از ماسه به علت گران قیمت بودن فقط در این نوع صنایع استفاده می شود.

## روش گریز از مرکز
در این روش ابتدا ماده اولیه ذوب می شود سپس درون یک قالب از پیش آماده شده ریخته می شود.اطراف این قالب را با استفاده از یک پوسته ی مسی می پوشانیم تا علاوه بر عایق بودن و از دست نرفتن دما، یک لایه ی محافظ در صورت بیرون ریختگی مواد مذاب وجود داشته باشد،البته می توان از پلاستیک و ونیل نیز استفاده نمود که به ترجیح سازنده بستگی دارد. این قالب درون یک گرداننده با سرعت دلخواه می باشد. با شروع حرکت گرداننده، نیروی گریز از مرکز باعث پرتاب مذاب به درون قالب می شود و پس از پر کردن تمام منافذ و جداره ها منجمد می شود.
نکته ی مهم در این روش این است که اپراتور باید تجربه ی بالایی داشته باشد تا بتواند سرعت گردش مناسب را تعیین کند. در غیر این صورت مذاب به طور کامل قالب را پر نمی کند یا اگر سرعت بسیار زیاد باشد باعث تخریب قالب می شود.
برای ساخت قالب می توان از ترکیب گچ و آب با نسبت 38 الی 40 درصد گچ استفاده نمود و سپس آن را به خوبی هم زد تا حالت یکنواخت بگیرد.دقت کنید که دمای آب باید پایین باشد تا از گوله شدن گچ جلوگیری شود.
در این روش دقت کنید که همیشه 20 درصد بیشتر از مقدار لازم فلز اولیه ذوب کنید. زیرا این روش دارای دور ریز می باشد و به عملیات ثانویه نیاز دارد که می تواند حجمی را از محصول کم کند که باید در نظر گرفته شود.

## عملیات ثانویه

### پولیش و پرداخت کاری
در حین ساخت و ریخته گری و همچنین درآوردن جواهر از قالب ممکن است خط و خش هایی بر روی آن ایجاد شود که این خط و خش ها با استفاده از پولیش و پرداخت کاری از بین می روند و سطح جواهر به کیفیت مطلوب نزدیک می شود.
این عملیات می تواند توسط دست یا با استفاده از ماشین های اتوماتیک انجام شود که در هر دو روش از برس های نرم استفاده می شود و با مکش ضایعات از هدررفت طلا جلوگیری به عمل می آید.همچنین می توان از ماشین بخارشور نیز استفاده نمود که با از بین بردن چربی و آلودگی ها جواهر را برای عملیات آبکاری نیز آماده می سازد.

### آبکاری جواهرات
آبکاری برای ایجاد سطح زیبا و همچنین جلوه دادن به جواهر می باشد. در هنگام ریخته گری ممکن است سطح کدر ایجاد شود و با استفاده از آبکاری طلا یا رودیوم می توان این مشکل را رفع نمود.آبکاری را می توان روی اغلب فلزها مانند نیکل ، برنج ،نقره و مس انجام داد.
میزان ضخامت آبکاری بین 5 تا 17 میکرون می باشد.
برای این کار از یک حمام و جریان الکتریکی و فلزات مورد نظر استفاده می شود.